# (1823) Gliese
(1823) Gliese es un asteroide que forma parte del cinturón de asteroides y fue descubierto el 4 de septiembre de 1951 por Karl Wilhelm Reinmuth desde el observatorio de Heidelberg-Königstuhl, Alemania.

## Designación y nombre
Gliese se designó inicialmente como 1951 RD.
Posteriormente fue nombrado en honor del astrónomo alemán Wilhelm Gliese (1915-1993).

## Características orbitales
Gliese está situado a una distancia media de 2,226 ua del Sol, pudiendo alejarse hasta 2,528 ua y acercarse hasta 1,924 ua. Tiene una inclinación orbital de 2,893° y una excentricidad de 0,1356. Emplea en completar una órbita alrededor del Sol 1213 días.